# Wolrad
Wolrad – staropolskie imię męskie. Składa się z dwóch członów: Wol- ("woleć") i -rad ("radosny, zadowolony").
Wolrad imieniny obchodzi 28 maja.